# Marcin Sobieszczański
Marcin Sobieszczański herbu Rogala – podczaszy latyczowski w latach 1713–1738.
Był konsyliarzem i delegatem w konfederacji dzikowskiej 1734 roku.